# 南極座η
南極座η，又名CP-83 386，HD 96124、SAO 258600、HR 4312，是南極座的一颗恒星，视星等为6.19，位于銀經300.19，銀緯-22.33，其B1900.0坐标为赤經11h 0m 1.3s，赤緯-84° -22.33′ 21″。